# Eberhard Daerr
Eberhard Johannes Albrecht Daerr (* 11. Juli 1912 in Frankenstein in der Provinz Schlesien; † 16. Juni 2005) war ein deutscher Chirurg und Sanitätsoffizier. Vom 1. April 1969 bis zu seiner Pensionierung am 30. September 1972 war er als Generaloberstabsarzt Inspekteur des Sanitätsdienstes der Bundeswehr. Im Ruhestand war er Bundesarzt des Deutschen Roten Kreuzes.

## Leben
Eberhard Daerr, Sohn des Arztes Johannes Daerr und Magdalena Daerr, geborene Herting, wurde 1918 eingeschult und besuchte von 1922 bis 1931 ein humanistisches Gymnasium in Frankenstein. Er studierte 1931 bis 1937 an der Preußischen Universität zu Greifswald, der Ludwig-Maximilians-Universität München, der Eberhard Karls Universität Tübingen und der Schlesischen Friedrich-Wilhelms-Universität Breslau Medizin. Zwischenzeitlich absolvierte er von Oktober 1934 bis Oktober 1935 seinen Grundwehrdienst beim Reiterregiment in Breslau und wurde im Rahmen einer Wehrübung zum Unteroffizier der Reserve befördert. Einhergehend mit dem Medizinischen Staatsexamen wurde er 1937 zum Unterarzt der Reserve befördert. Im Januar 1938 als Arzt approbiert, absolvierte er ein medizinisches Praktikum im German Hospital (London) und im Berliner Krankenhaus Friedrichshain. Im Anschluss war er in Breslau als Volontärassistent an der Landesfrauenklinik und am Krankenhaus Bethanien sowie als wissenschaftlicher Assistent am Chemisch-Physiologischen Universitätsinstitut tätig. Im September 1939 wurde er zum Dr. med. promoviert. 1941 heiratete er Katharina Wingenfeld; mit ihr hatte er die Kinder Hans-Joachim (* 1943), Christiane, Elisabeth und Gundula.

### Zweiter Weltkrieg
Von 1939 bis 1945 leistet Daerr Kriegsdienst als Sanitätsoffizier. Im Zweiten Weltkrieg war er als Reservist Truppenarzt (Hilfsarzt) beim Panzerpionierbataillon 89. Er wurde im April 1940 zum Assistenzarzt und im März 1941 zum Oberarzt der Reserve befördert. Es folgten Verwendungen als Truppenarzt (Abteilungsarzt) des Panzerartillerieregiments 116 und als Truppenarzt (Regimentsarzt) des Panzergrenadierregiments 14, in dem er im November 1942 zum Stabsarzt der Reserve befördert wurde. 1943 war er Abteilungsarzt in einem Reservelazarett. Von Juli 1943 bis März 1944 war er als Zugführer und stellvertretender Kompanieführer bei der Sanitätskompanie 2/85 eingesetzt. Von November 1944 bis Januar 1945 war er Abteilungsarzt im Reservelazarett Obernigk, danach bis Februar 1945 im Reservelazarett Frankenstein und bis März 1945 dann im Reservelazarett Walsrode.

### Nachkriegszeit
Die Tätigkeit in Walsrode als Abteilungsarzt führte er nach Kriegsende unter britischer Überwachung noch bis November 1945 fort. Im Anschluss war er von 1945 bis September 1951 Assistenzarzt in der Chirurgischen Universitätsklinik Kiel und in der Chirurgischen Abteilung des Stadtkrankenhauses Schleswig und wurde in dieser Zeit zum Facharzt für Chirurgie ausgebildet. Von Oktober 1951 bis Oktober 1953 arbeitete er als Chirurg und Regierungsarzt beim nationalen Gesundheitsdienst Liberias (Westafrike), ab Januar 1954 im Hospital des Deutschen Roten Kreuzes im südkoreanischen Busan (damals Pusan), wo er zuletzt von April 1955 bis 30. März 1956 Leiter der Chirurgischen Abteilung war.

### Bundeswehr
Am 11. Juni 1956 trat er als Sanitätsoffizier (Oberstabsarzt) in die neu gegründete Bundeswehr ein und war dort nach der Ernennung zum Berufssoldaten ab Oktober 1956 als Referatsleiter Truppensanitätswesen in der Abteilung Sanitätstruppe des Truppenamts eingesetzt. Dort wechselte er im April 1958, verbunden mit der späteren Beförderung zum Oberfeldarzt, auf den Dienstposten Referatsleiter Personalwesen in der Abteilung Sanitätstruppe. Ab September 1959 war er Planungsoffizier Infrastruktur Sanitätswesen, von März 1963 bis September 1963 als Sanitätsoffiziersarzt des Deutschen Anteils der Supreme Headquarters Allied Powers Europe (SHAPE) in Paris. Es folgten Verwendungen im Bundesministerium der Verteidigung als Referent bis September 1965 (ab Dezember 1964 als Oberstarzt) und als Unterabteilungsleiter I in der Inspektion des Sanitäts- und Gesundheitswesens (ab Februar 1966 als Generalarzt) bis März 1967. Mit der Versetzung auf den Dienstposten als Amtschef des Sanitätsamts der Bundeswehr im April 1967 wurde er zum Generalstabsarzt befördert. Zwei Jahre später wurde er im April 1969 als Inspekteur des Sanitäts- und Gesundheitswesens der Bundeswehr mit der Führung des Sanitätsdienstes der Bundeswehr beauftragt und Generaloberstabsarzt.

### Ruhestand
Nach seiner Entlassung aus dem aktiven Dienst im September 1972 war Daerr Geschäftsführender Bundesarzt beim Deutschen Roten Kreuz, ab 1973 auch als Mitglied des Geschäftsführenden Präsidiums. Er war unter anderem Mitglied der Deutsch-Nepalischen Gesellschaft. Er lebte unter anderem in Bonn und spielte Cello.

## Auszeichnungen
- Eisernes Kreuz 2. Klasse (23. Mai 1940)
- Eisernes Kreuz 1. Klasse (5. Januar 1942)
- Sturmabzeichen (23. November 1942)
- Medaille Winterschlacht im Osten 1941/42 (1942)
- Verwundetenabzeichen in Schwarz (26. Januar 1942)
- Ehrenzeichen am Bande der Johanniter-Unfall-Hilfe (9. August 1969)
- Order of National Security Merit (Gug-Seon Medaille) der Republik Korea (27. September 1971)
- Ehrenritter des Johanniterordens (6. November 1971)
- Verdienstorden der Bundesrepublik Deutschland, Großes Verdienstkreuz mit Stern (4. Juli 1972)
- Ehrendoktor (Dr. med. E. h.) der Chonam National University in Südkorea
- Ehrenzeichen des DRK
- Goldenes Sportabzeichen